# Carlsberg Polska
Carlsberg Polska is een Poolse brouwerijgroep met hoofdzetel te Warschau. De brouwerijgroep is de op twee na grootste van het land en bestaat uit drie grote brouwerijen, goed voor 18% van het marktaandeel in Polen. 

## Geschiedenis
In 1996 verkreeg de Carlsberg Group +30% van de aandelen van Brouwerij Okocim. Vanaf 1997 werd er in Brzesko onder licentie Carlsberg gebrouwen. In 2001 werd Carlsberg de grootste aandeelhouder van de brouwerij en kocht nog vier andere Poolse brouwerijen Kasztelan Browar Sierpc S.A., Bosman Browar Szczecin S.A., Browar Zakrzów en Browary Dolnośląskie Piast S.A. Alle brouwerijen werden ondergebracht in een nieuwe stichting, de Carlsberg Okocim Group. In 2004 werden de resterende aandelen van brouwerij Okocim opgekocht en de groepsnaam gewijzigd naar de huidige naam Carlsberg Polska, waarvan Carlsberg nu 100% eigenaar is. De brouwerijen Piast en Zakrzów te Wrocław werden opgedoekt en de productie van Piast overgebracht naar de andere productie-eenheden.

## Brouwerijen
- Browar Okocim
- Kasztelan Browar Sierpc S.A.
- Bosman Browar Szczecin S.A.

## Bekendste bieren
- Harnaś
- Karmi
- Kasztelan
- Książ
- Okocim
- Piast